# Lejkówka rzodkiewkowata
Lejkówka rzodkiewkowata (Clitocybe hydrogramma (Bull.) P. Kumm.) – gatunek grzybów z rzędu pieczarkowców (Agaricales).

## Systematyka i nazewnictwo
Pozycja w klasyfikacji według Index Fungorum: Clitocybe, Incertae sedis, Agaricales, Agaricomycetidae, Agaricomycetes, Agaricomycotina, Basidiomycota, Fungi.
Po raz pierwszy opisał go w 1798 roku Jean Baptiste François Bulliard, nadając mu nazwę Agaricus hydrogrammus. W 1871 roku Paul Kummer przeniósł go do rodzaju Clitocybe. Ma 12 synonimów. Niektóre z nich:
- Pseudolyophyllum hydrogramma (Bull.) Raithelh. 1995
- Singerella hydrogramma (Bull.) Harmaja 1974
- Singerocybe hydrogramma (Bull.) Harmaja 1988

Stanosław Domański nadał mu w 1955 roku polską nazwę lejkówka pucharowata, Władysław Wojewoda w 2003 r. zmienił ją na lejkówka rzodkiewkowata.

## Morfologia
Kapelusz
Średnica 1,5–4,4 cm, początkowo wypukły, potem wklęsły, a nawet pępówkowaty. Powierzchnia bladofioletowa, jaśniejsza w środku i ciemniejsza ku brzegom, brzeg gładki, u młodych okazów podwinięty, u starych wywinięty do góry.
Blaszki
Nierówne, zatokowato wycięte do nieco zbiegających, gęste, jasnofioletowe.
Trzon
Wysokość 1,6–3,8 cm, grubość 0,2–0,5 cm, centryczny, gładki, pełny, równy, u podstawy cebulkowaty. Powierzchnia ciemnopurpurowa, kokosowa. Pierścienia brak.
Miąższ
O przyjemnym zapachu.
Cechy mikroskopowe
Podstawki maczugowate, 16,8–27,2 × 3,2–6,4 µm, szkliste, z gutulami, cienkościenne, ze sprzążkami u podstawy. Bazydiospory elipsoidalne, z wyrostkiem wnęki, 3,2–6,4 × 2,4–3,2µm, Q= 1,33–2,0, z jedną lub wieloma gutulami, w czerwieni Kongo żółtozielone, cienkościenne. Wyrostek wnęki (apiculus) o długości 0,8–1,6 µm długości. Sterygmy 1–4, o długości 2,4-3,2 µm. Strzępki w skórce kapelusza o szerokości 6–8 µm, bezbarwne, septowane, rozgałęzione, ze sprzążkami. Strzępki w skórce trzonu o szerokości 4–12 µm, bezbarwne, septowane, rozgałęzione, cienkościenne, ze sprzążkami. Miąższ w trzonie zbudowany ze szklistych, rozgałęzionych, septowanych strzępek ze sprzążkami o szerokości 4–16 µm.

## Występowanie i siedlisko
Znane jest występowanie tego gatunku w Ameryce Północnej, Europie, Australii, w Japonii i Indiach. W Polsce podano wiele stanowisk, a najnowsze podaje internetowy atlas grzybów. Na Czerwonej liście roślin i grzybów Polski ma status E – gatunek wymierający, którego przeżycie jest mało prawdopodobne, jeśli nadal będą działać czynniki zagrożenia.
Naziemny grzyb saprotroficzny. Występuje w różnego typu lasach wśród opadłych liści i resztek drzewnych, zwłaszcza w towarzystwie buków.